# Cristina Umaña
Cristina Umaña (Ibagué, Tolima, 24 de desembre de 1974) és una actriu colombiana. Va estudiar interpretació al Centro de Educación Artística de Televisa del 1993 al 1995. En Colombia, va protagonitzar telenoveles com Yo amo a Paquita Gallego i La mujer del presidente.

## Filmografia
- Lecciones para un Beso (2011)
- Dios los Junta y Ellos se Separan (2006)
- El Rey (2004)
- ¿Quién Paga el Pato? (2000)
- Mira Quien te Mira (1999)
- Malamor (1999)

## Televisió
- Mujeres asesinas (2008)
- La dama de Troya (2008)
- Capadocia (2008)
- Tiempo final (2007)
- Vuelo 1503 (2005)
- Todos quieren con Marilyn (2004)
- Punto de giro (2003)
- Siete veces amada (2002)
- Traga maluca (2000)
- Amores como el nuestro (1998)
- La mujer del presidente (1997)
- Yo amo a Paquita Gallego (1997)
- Cartas a Harrison (1996)
- Mascarada (1996)
- Oro (1996)

## Premis
- Premios TvyNovelas-Mejor actriz antagónica (2005)
- Premios TvyNovelas-Mejor actriz protagonista (1999)
- Premios TvyNovelas-Mejor actriz de reparto (1999)
- Festival Internacional de Cine de Cartagena (1998)
- Premios Shocks-Actriz revelación (1998)